# Guadalupe Castañeda
José Guadalupe Castañeda Reyes (Fresnillo, 24 de febrero de 1965), conocido como Lupillo, es un exfutbolista mexicano que jugaba como lateral derecho e izquierdo.
Pese a tener un papel más defensivo, es recordado por tener anotaciones memorables en su carrera, como la realizada ante los Pumas en los cuartos de final de la campaña 1994-95 con Cruz Azul, y el doblete ante Cobras con Dorados, que le dio el título de ascenso al equipo sinaloense en 2003.
En el mes de abril de 2006 publicó un libro de sus memorias, titulado «Una historia que contar», donde relató varias épocas de su vida, incluyendo cuando tuvo que interrumpir su carrera deportiva para irse a trabajar de mojado a los Estados Unidos, y otras experiencias de índole personal.

## Biografía

### Inicios
Nacido el 24 de febrero de 1965, Guadalupe creció en una familia numerosa de siete hermanos en un entorno marcado por limitaciones económicas. Durante la adolescencia, si bien no se destacó en el ámbito académico, cultivó la disciplina personal mediante la práctica del atletismo, lo que más tarde favoreció su desarrollo en el fútbol. Tres de sus hermanos también se dedicaron profesionalmente a este deporte: Juan Manuel, quien no alcanzó a jugar en la Primera División, y Martín y Jorge.
Luego de un par de años en las fuerzas básicas, en 1986 es llamado a formar parte del primer equipo del Atlas, jugando inicialmente como delantero. Sin embargo, su estatura limitó su desempeño en esa posición. Gracias a su notable condición física y capacidad de adaptación, pasó a desempeñarse como volante y posteriormente se consolidó como defensa lateral. Debutó profesionalmente el 22 de marzo de 1987 en una victoria de 2-1 frente a los Ángeles de Puebla. Tras breves etapas en los equipos Jalisco y Camaroneros de Salina Cruz, en 1989 se incorporó al Club León, donde permaneció durante cuatro temporadas. Con el equipo logró el ascenso a la Primera División en la campaña 1989-90 y obtuvo el título de Liga en la temporada 1991-92, tras vencer 2-0 en la final al Club Puebla.

### Cruz Azul
En el verano de 1993 fichó con el Cruz Azul, que no tenía entonces un lateral nominal desde la salida de Ignacio Flores en 1989. En los cuartos de final de la campaña 1994-95, durante el juego de ida, recayó en Castañeda la responsabilidad luego de perder la marca de Rafael García en lo que fue la única anotación del triunfo 1-0 de los Pumas de la UNAM.
Este episodio generó una polémica en el entorno del equipo: entró en una fuerte discusión con Carlos Hermosillo, Octavio Mora y el argentino Julio Alberto Zamora, atacantes del conjunto celeste, con quienes estuvo a punto de llegar a los golpes. Sin embargo, para el encuentro de vuelta el capitán Carlos Hermosillo calmó la situación, lograron mantener la ecuanimidad y quedaron en buen término.
Sobre el minuto 92, Arturo Brizio Carter señaló un penal en favor de Cruz Azul, el cual Hermosillo decidió que fuera cobrado por Zamora. El tanto significaba el triunfo 1-0 y el pase a las semifinales por mejor posición en la tabla general (suponiendo el empate 1-1 en el marcador global). Sin embargo, con un Jorge Campos pletórico, Zamora erraba el penal, y en el rechace Castañeda anotó por en medio de las piernas del cancerbero, desatando la euforia. Esa temporada llegaron a la final del torneo ante el Necaxa, que se hizo con el título con 3-1 en el marcador global.
El 3 de agosto de 1996 se quedaban con la Copa tras vencer 2-0 en la final a Toros Neza, sumando su primer título con el equipo. Entre julio y agosto de 1997 sumó los dos títulos de la Copa de Campeones, y en invierno de ese año obtuvo su segundo título de Liga, superando a León con 2-1 en el marcador global, no obstante, se marchó expulsado junto con Flavio Davino, luego de un altercado sobre el minuto 70.

### Últimos años
En el 2000 ficha con Guadalajara, donde estuvo tres temporadas y anotó dos goles. En 2003 firma con los Dorados de Sinaloa, donde volvería a convertirse en héroe tras anotar el gol del triunfo 7-6 en el global ante las Cobras de Ciudad Juárez, que les dio el título del ascenso en el Apertura, y obtuvo el ascenso con el equipo de Culiacán tras el superar 5-4 en la serie de la Final de Ascenso contra el Club León. Tras estar un año a préstamo con León, regresó en la campaña 2005-06 al conjunto dorado. El 14 de enero de 2006 disputó la amistosa Copa Ricard frente al Club Nacional de Uruguay, donde terminaron cayendo 10-9 en los penales. Disputó su último partido como profesional el 4 de marzo de 2006.

### Post-retiro
Luego de colgar los botines, comenzó a radicar en Guadalajara. Incursionó un tiempo en los medios de comunicación, trabajando en TV Azteca como analista de partidos. Tiempo después, trabajó un periodo en un restaurante de cocina económica, mismo que se vio interrumpido como consecuencia de la contingencia sanitaria debida a la pandemia por COVID-19 en México.

## Selección nacional
Castañeda formó parte del seleccionado de México de 1991 a 1993, disputando un total de 7 partidos. Fue convocado por Ignacio Trelles a la Copa de Naciones Norteamericana e hizo su presentación el 14 de marzo de 1991 en el triunfo 3-0 ante Canadá. En 1993 fue convocado por el entrenador Miguel Mejía Barón e hizo varias apariciones adicionales, pero no pudo desalojar al titular Ramón Ramírez de la posición de lateral izquierdo. El 22 de diciembre de 1993 disputó su último partido internacional en el empate 0-0 contra Alemania, campeón defensor de la Copa Mundial.

### Participaciones en fases finales
| Torneo                | Categoría | Sede           | Resultado | Partidos | Goles |
| --------------------- | --------- | -------------- | --------- | -------- | ----- |
| Copa de Naciones 1991 | Absoluta  | Estados Unidos | Campeón   | 1        | 0     |

## Estadísticas

### Jugador
| Club *                      | Temporada       | Div.            | Liga  | Liga  | Copas | Copas | Internacional | Internacional | Total | Total |
| Club *                      | Temporada       | Div.            | Part. | Goles | Part. | Goles | Part.         | Goles         | Part. | Goles |
| --------------------------- | --------------- | --------------- | ----- | ----- | ----- | ----- | ------------- | ------------- | ----- | ----- |
| Atlas · México              | 1986-87         | 1.ª             | 3     | 0     | —     | —     | —             | —             | 3     | 0     |
| León · México               | 1989-90         | 2.ª             | —     | —     | —     | —     | —             | —             | 0     | 0     |
| León · México               | 1990-91         | 1.ª             | 34    | 1     | 6     | 0     | —             | —             | 40    | 1     |
| León · México               | 1991-92         | 1.ª             | 41    | 0     | —     | —     | —             | —             | 41    | 0     |
| León · México               | 1992-93         | 1.ª             | 37    | 1     | —     | —     | —             | —             | 37    | 1     |
| Cruz Azul · México          | 1993-94         | 1.ª             | 35    | 0     | —     | —     | —             | —             | 35    | 0     |
| Cruz Azul · México          | 1994-95         | 1.ª             | 38    | 1     | 1     | 0     | —             | —             | 39    | 1     |
| Cruz Azul · México          | 1995-96         | 1.ª             | 36    | 0     | 4     | 0     | —             | —             | 40    | 0     |
| Cruz Azul · México          | 1996-97         | 1.ª             | 32    | 0     | 7     | 0     | 5             | 0             | 44    | 0     |
| Cruz Azul · México          | 1997-98         | 1.ª             | 41    | 0     | —     | —     | 3             | 0             | 44    | 0     |
| Cruz Azul · México          | 1998-99         | 1.ª             | 34    | 0     | —     | —     | —             | —             | 34    | 0     |
| Cruz Azul · México          | 1999-00         | 1.ª             | 32    | 0     | 4     | 0     | —             | —             | 36    | 0     |
| Cruz Azul · México          | 2000-01         | 1.ª             | 16    | 0     | 2     | 0     | —             | —             | 18    | 0     |
| Total club                  | Total club      | Total club      | 264   | 1     | 18    | 0     | 8             | 0             | 290   | 1     |
| Guadalajara · México        | 2000-01         | 1.ª             | 14    | 0     | —     | —     | —             | —             | 14    | 0     |
| Guadalajara · México        | 2001-02         | 1.ª             | 35    | 0     | —     | —     | —             | —             | 35    | 0     |
| Guadalajara · México        | 2002-03         | 1.ª             | 21    | 0     | —     | —     | —             | —             | 21    | 0     |
| Total club                  | Total club      | Total club      | 70    | 0     | 0     | 0     | 0             | 0             | 70    | 0     |
| Dorados de Sinaloa · México | 2003-04         | 2.ª             | 35    | 3     | —     | —     | —             | —             | 35    | 3     |
| León · México               | 2004-05         | 2.ª             | 45    | 3     | —     | —     | —             | —             | 45    | 3     |
| Parcial club                | Parcial club    | Parcial club    | 157   | 5     | 6     | 0     | 0             | 0             | 163   | 5     |
| Dorados de Sinaloa · México | 2005-06         | 1.ª             | 13    | 1     | —     | —     | —             | —             | 13    | 1     |
| Total club                  | Total club      | Total club      | 48    | 4     | 0     | 0     | 0             | 0             | 48    | 4     |
| Parcial carrera             | Parcial carrera | Parcial carrera | 542   | 10    | 24    | 0     | 8             | 0             | 574   | 10    |

Nota * : no se preservan registros en C. S. D. Jalisco, Camaroneros de Salina Cruz y su primer etapa en Segunda División con el Club León.

## Palmarés

### Títulos nacionales
| Título             | Club               | País   | Año  |
| ------------------ | ------------------ | ------ | ---- |
| Segunda División   | Club León          | México | 1990 |
| Campeonato de Liga | Club León          | México | 1992 |
| Copa México        | Cruz Azul          | México | 1997 |
| Campeonato de Liga | Cruz Azul          | México | 1997 |
| Segunda División   | Dorados de Sinaloa | México | 2003 |
| Campeón de Ascenso | Dorados de Sinaloa | México | 2004 |

### Títulos internacionales
| Título                          | Equipo *  | Sede             | Año  |
| ------------------------------- | --------- | ---------------- | ---- |
| Copa de Naciones Norteamericana | México    | Los Ángeles      | 1991 |
| Copa de Campeones               | Cruz Azul | Guatemala        | 1996 |
| Copa de Campeones               | Cruz Azul | Washington D. C. | 1997 |

Nota * : incluyendo la selección